# Nico Braun
Nico Braun   (Ciutat de Luxemburg, 26 d'octubre de 1950) fou un futbolista luxemburguès de la dècada de 1970.
Fou 40 cops internacional amb la selecció luxemburguesa.
Pel que fa a clubs, defensà els colors de Union Luxemburg, FC Schalke 04, FC Metz i Royal Charleroi SC.